# Stanisława Gall-Kron
Stanisława Gall-Kron, wcześniej znana jako Stanisława Gallówna (ur. 9 sierpnia 1924 w Warszawie, zm. 29 października 2000 w Częstochowie) – polska aktorka teatralna.
Urodziła się w 1924 roku w Warszawie. Studiowała w Państwowej Szkole Aktorskiej w Łodzi, którą ukończyła w roku 1953. Debiutowała na deskach Państwowego Teatru Ziemi Rzeszowskiej. W 1955 rozpoczęła pracę w Teatrze im. Adama Mickiewicza w Częstochowie, którego dyrektorem był wówczas znany warszawski aktor Edmund Kron, jej późniejszy mąż.
Grała dużo ważkich ról. Cieszyła się ogromną popularnością wśród częstochowskiej publiczności, „ludzie dla niej kupowali bilety”.
W latach 1960–1961 występowała w Teatrze Ludowym w Nowej Hucie, uważanym za jedną z najciekawszych ówczesnych scen polskich.
Ponownie wróciła do Częstochowy. Na deskach częstochowskiego teatru występowała jeszcze na emeryturze, na którą przeszła w 1986 roku. Zmarła w 2000 roku. Pochowana na cmentarzu św. Rocha w Częstochowie.

## Role teatralne
- 1953: Kitti – Domek z kart, Maria Koszyc, Emil Zegadłowicz, Teatr Ziemi Rzeszowskiej
- 1954: Janina Kwadrowska – Grzech, Stefan Żeromski, reż. Janina Orsza-Łukasiewicz, Teatr Ziemi Rzeszowskiej
- 1954: Cwietajewa – Mieszczanie, Maksim Gorki, reż. Adam Daniewicz, Teatr Ziemi Rzeszowskiej
- 1962: Anna Chistie – Anna Chistie, Eugene O’Neill, reż. Irma Czaykowska, Teatr im. Adama Mickiewicza w Częstochowie[4]
- 1965: Anna-Maria – Osiem kobiet, Robert Thomas, reż. Lucyna Tychowa, Teatr im. Adama Mickiewicza w Częstochowie
- 1967: Haneczka – Wesele, Stanisław Wyspiański, reż. Jerzy Ukleja, Teatr im. Adama Mickiewicza w Częstochowie
- 1967: Lucy – Opera za trzy grosze, Bertolt Brecht, reż. Ryszard Smożewski, Teatr im. Adama Mickiewicza w Częstochowie
- 1969: Fiewronia Pietrowna Poszlopkina – Rewizor, Mikołaj Gogol, reż. Jerzy Ukleja, Teatr im. Adama Mickiewicza w Częstochowie
- 1970: Felusia – Szkoła kobiet, Wojciech Bogusławski, reż. Jerzy Ukleja, Teatr im. Adama Mickiewicza w Częstochowie
- 1970: Anna – Dwa teatry, Jerzy Szaniawski, reż. Edmund Pietryk, Teatr im. Adama Mickiewicza w Częstochowie
- 1978: Rita – Taka noc nie powtórzy się więcej, Kacper Stefanowicz, reż. Irma Czaykowska, Teatr im. Adama Mickiewicza w Częstochowie
- 1979: Jokasta – Edyp królem, Sofokles, reż. Wojciech Kopciński, Teatr im. Adama Mickiewicza w Częstochowie
- 1993: Klimina – Wesele, Stanisław Wyspiański, reż. Ryszard Krzyszycha, Teatr im. Adama Mickiewicza w Częstochowie
- 1996: Małgorzata Linde – Ania z Zielonego Wzgórza, według Lucy Maud Montgomery, reż. Alicja Choińska, Studio Form Teatralnych Częstochowa